# Barytarbes provancheri
Barytarbes provancheri är en stekelart som först beskrevs av Joseph Augustine Cushman 1917.  Barytarbes provancheri ingår i släktet Barytarbes och familjen brokparasitsteklar. Inga underarter finns listade.